# Rolf Künne
Rolf Künne (* 30. Oktober 1948 in Mülheim an der Ruhr) ist ein deutscher Politiker (SPD). Er war von 1991 bis 2009 Landrat des Landkreises Kaiserslautern.

## Leben
Rolf Künne studierte nach dem Abitur im Jahre 1967 an der Universität in Bonn Jura und legte 1972 seine erste juristische Staatsprüfung ab. Seine Referendarzeit verbrachte er in der Pfalz im Bezirk des Oberlandesgerichts Zweibrücken. Nach dem zweiten Staatsexamen wurde er 1975 zum Richter am Landgericht Kaiserslautern, ab 1977 am Amtsgericht Kaiserslautern berufen. 1989 wurde er Vorsitzender Richter am Landgericht Zweibrücken und leitete dort zuletzt die dritte Strafkammer.
Rolf Künne ist verheiratet und hat drei erwachsene Kinder.

## Politik
Von 1991 bis 2009 war Rolf Künne Landrat im Landkreis Kaiserslautern; bislang ist er dort der einzige, den die SPD stellte. Von 1994 bis 2004 gehörte er dem Bezirkstag Pfalz an, dort war er u. a. Vorsitzender des Rechnungsprüfungsausschusses, stellv. Vorsitzender des Strukturausschusses sowie Mitglied im Bezirksausschuss und wirkte als bürgerschaftliches Mitglied im Rechnungsprüfungsausschuss des Bezirkstags Pfalz mit. Als stellv. Vorsitzender der Planungsgemeinschaft Westpfalz war es sein besonderes Anliegen, die Infrastruktur dieser Region auf verschiedenen Gebieten zu verbessern.

## Weitere Tätigkeiten
Rolf Künne war bis September 2017 Vorsitzender des Kreisverbandes des Deutschen Roten Kreuzes. Er war von 1991 bis 2014 Vorsitzender des Vereins Naturpark Pfälzerwald, der den deutschen Teil des grenzüberschreitenden Biosphärenreservat Pfälzerwald-Nordvogesen bildet. Künne lebt in Frankelbach bei Kaiserslautern als Wirtschaftsberater und ist Vorstandsvorsitzender des EffizienzOffensive Energie Rheinland-Pfalz (EOR) e.V. und Mitglied im Aufsichtsrat der Energieagentur Rheinland-Pfalz.